# ホ・ムンヨン
ホ・ムンヨン（朝:허문영、1964年生）は、朝鮮民主主義人民共和国（以下、北朝鮮と記す）の女性指揮者。現在、朝鮮民主主義人民共和国国立交響楽団の准指揮者を務めている。

## 経歴
平壌直轄市生まれ。父は万寿台芸術団団長を務めた指揮者のホ・ジェボク。平壌音楽舞踊大学（現、金元均名称音楽総合大学）とレニングラードのリムスキー＝コルサコフ音楽院で作曲と指揮を学んだ。
帰国後、万寿台芸術団所属の指揮者となり、2006年5月、朝鮮国立交響楽団の准指揮者に任命された。